# Tom Davies
Thomas Davies, dit Tom Davies, né le 30 juin 1998 à Liverpool en Angleterre, est un footballeur anglais qui évolue au poste de milieu de terrain à Sheffield United.

## Biographie

### En club
Formé à Everton, Tom Davies signe son premier contrat professionnel en septembre 2015. Le 16 avril 2016, il prend part à son premier match avec l'équipe première en entrant en fin de rencontre face à Southampton en Premier League (1-1). Davies est ensuite titularisé lors de la dernière journée de championnat face à Norwich City (victoire 3-0). Il dispute l'intégralité de la rencontre et sa bonne performance lui vaut d'être nommé homme du match.
Le 3 août 2016, le jeune milieu de terrain anglais signe un nouveau contrat de cinq ans avec son club formateur, ce qui le lie désormais à Everton jusqu'en 2021. Régulièrement appelé en équipe première par Ronald Koeman, Davies est titulaire pour la première fois de la saison 2016-2017 le 2 janvier 2017 face à Southampton. Il se démarque en délivrant une passe décisive et Everton l'emporte 3-0. Deux semaines plus tard, Koeman choisit de titulariser de nouveau Davies face à Manchester City (victoire 4-0). Il inscrit le troisième but des siens, son premier avec son club formateur, et est élu homme du match.
La saison 2017-2018 est quasiment pleine pour Davies, qui participe à quarante-trois matchs toutes compétitions confondues avec Everton.
Le 29 août 2018, Davies porte le brassard de capitaine pour la première fois à l'occasion d'un match de Coupe de la Ligue anglaise contre Rotherham United (victoire 3-1). Il est alors le plus jeune joueur de l'histoire d'Everton à porter ce brassard de capitaine. En novembre 2018, il est nommé dans la liste des 20 joueurs pour le prix du Golden Boy.

### En équipe nationale
Le 7 octobre 2015, Tom Davies, alors âgé de dix-sept ans, est invité à s'entraîner avec la sélection anglaise par Roy Hodgson à la suite de ses bonnes performances en équipe d'Angleterre des moins de 17 ans. Une semaine plus tard, il est nommé capitaine de la sélection des moins de 17 ans à l'occasion de la Coupe du monde de cette catégorie. Dès septembre 2016, Davies est sélectionné en équipe d'Angleterre des moins de 19 ans et en devient rapidement le capitaine.
Le 5 septembre 2017, il dispute sa première sélection avec l'équipe d'Angleterre espoirs face à la Lettonie (victoire 3-0). Le 10 octobre suivant, il inscrit son premier but avec les espoirs anglais face à Andorre (0-1).
Il fait partie des vingt joueurs sélectionnés en équipe d'Angleterre espoirs pour disputer le Festival international espoirs 2018.

## Statistiques
| Saison                | Club                  | Championnat           | Championnat | Championnat | Coupe nationale | Coupe nationale | Coupe de la Ligue | Coupe de la Ligue | Compétition(s) continentale(s) | Compétition(s) continentale(s) | Compétition(s) continentale(s) | Total | Total |
| Saison                | Club                  | Division              | M.          | B.          | M.              | B.              | M.                | B.                | Comp.                          | M.                             | B.                             | M.    | B.    |
| 2015-2016             | Everton FC            | Premier League        | 2           | 0           | -               | -               | -                 | -                 | -                              | -                              | -                              | 2     | 0     |
| 2016-2017             | Everton FC            | Premier League        | 24          | 2           | 1               | 0               | -                 | -                 | -                              | -                              | -                              | 25    | 2     |
| 2017-2018             | Everton FC            | Premier League        | 33          | 2           | 1               | 0               | 2                 | 0                 | C3                             | 7                              | 0                              | 43    | 2     |
| 2018-2019             | Everton FC            | Premier League        | 16          | 0           | 1               | 0               | 2                 | 0                 | -                              | -                              | -                              | 19    | 0     |
| 2019-2020             | Everton FC            | Premier League        | 30          | 1           | -               | -               | 2                 | 1                 | -                              | -                              | -                              | 32    | 2     |
| 2020-2021             | Everton FC            | Premier League        | 25          | 0           | 2               | 0               | 3                 | 0                 | -                              | -                              | -                              | 30    | 0     |
| 2021-2022             | Everton FC            | Premier League        | 6           | 1           | -               | -               | 2                 | 0                 | -                              | -                              | -                              | 8     | 1     |
| 2022-2023             | Everton FC            | Premier League        | 19          | 0           | -               | -               | 1                 | 0                 | -                              | -                              | -                              | 20    | 0     |
| Sous-total            | Sous-total            | Sous-total            | 155         | 6           | 5               | 0               | 12                | 1                 | -                              | 7                              | 0                              | 179   | 7     |
| 2023-2024             | Sheffield United      | Premier League        | 9           | 0           | -               | -               | -                 | -                 | -                              | -                              | -                              | 9     | 0     |
| 2024-2025             | Sheffield United      | Championship          | 12          | 1           | -               | -               | -                 | -                 | -                              | -                              | -                              | 12    | 1     |
| Sous-total            | Sous-total            | Sous-total            | 21          | 1           | -               | -               | -                 | -                 | -                              | -                              | -                              | 21    | 1     |
| Total sur la carrière | Total sur la carrière | Total sur la carrière | 176         | 7           | 5               | 0               | 12                | 1                 | -                              | 7                              | 0                              | 200   | 8     |

## Palmarès

### En sélection
- Angleterre espoirs
  - Vainqueur du Festival international espoirs en 2018.